# 劳氏园丁鸟
劳氏园丁鸟（学名：Ptilonorhynchus violaceus × Sericulus chrysocephalus）是雀形目园丁鸟科的一个罕见的属间杂交种，其亲本分别是园丁鸟属的缎蓝园丁鸟和辉亭鸟属的黄头辉亭鸟。

## 历史
劳氏园丁鸟最早由Henry Charles Rawnsley于1867年7月14日在澳大利亚昆士兰州布里斯班附近的Witton发现并采集标本。同年，澳大利亚业余鸟类学家Silvester Diggles在其著作中对这种鸟进行了描述，并命名为Ptilonorhynchus rawnsleyi。在历史上，它曾被认为是一个单独的物种、缎蓝园丁鸟的异常个体或缎蓝园丁鸟和黄头辉亭鸟的自然杂交个体。 但前述标本在1950年之前丢失。
2004年10月20日，在昆士兰州Beechmont的Lamington国家公园附近发现了一只成年个体。2014年10月至11月，在新南威尔士州的Kalang再次发现一只成年个体，二者均与1867年的原始标本非常相似。